# Đảng Lao động truyền thống
Đảng Lao động truyền thống là một đảng theo trường phái Chủ nghĩa Quốc xã mới và chủ nghĩa dân tộc da trắng có địa bàn hoạt động chính và chủ yếu ở Hoa Kỳ Được thành lập vào năm 2013 bởi Matthew Heimbach dưới cái tên "Mạng Thanh Niên Truyền Thống", nhóm này khuyến khích chủ nghĩa ly khai cho người da trắng và quan điểm tôn giáo Người da trắng thượng đẳng. Một phần của Mặt trận Dân tộc Chủ nghĩa Quốc xã mới, Đảng Công nhân truyền thống đã tổ chức một số cuộc biểu tình và các sự kiện địa phương khác. Từ năm 2015, nhóm cũng hoạt động như một đảng chính trị để chạy trong các cuộc bầu cử cho văn phòng địa phương.

## Lịch sử

### Mạng lưới thanh niên truyền thống
Mạng lưới thanh niên truyền thống được thành lập vào tháng 5 năm 2013 bởi Matthew Heimbach và Matt Parrott. Heimbach đã từng là một nhà hoạt động dân tộc da trắng từ mùa thu năm 2011, khi ông thành lập một nhóm tại Đại học Towson ở Maryland và mời ông chủ người da trắng Jared Taylor đến nói chuyện tại khuôn viên của Towson. Năm sau, Heimbach thành lập một "Liên minh Sinh viên Trắng" trong khuôn viên, chấp nhận quan điểm phân biệt chủng tộc và chống lại semitic. Vào mùa xuân 2013, sau khi tốt nghiệp, Heimbach thành lập Mạng Thanh Niên Truyền Thống hợp tác với Parrot, người thành lập một nhóm siêu quyền lực da trắng, Hoosier Nation, tại Indiana vào năm 2009. Nhóm cuối cùng đã trở thành một chương của Vị trí thứ ba của Hoa Kỳ (sau này gọi là Đảng Tự do Hoa Kỳ).

### Đảng Công nhân truyền thống
Trung tâm Luật Nghèo đói miền Nam (SPLC), theo dõi các nhóm cực đoan, đã chỉ định Đảng Lao động Truyền thống là một nhóm dễ ghét và đã viết cho Heimbach: "Được nhiều người coi là bộ mặt của một thế hệ người theo chủ nghĩa dân tộc da trắng mới .... Kể từ khi tốt nghiệp vào mùa xuân năm 2013, ông đã tự bảo vệ bản thân hơn nữa trong phong trào dân tộc chủ nghĩa trắng và trở thành một diễn giả thường lệ trong mạch giảng dạy quyền căn bản.
Vào tháng 1 năm 2015, Mạng lưới thiếu niên truyền thống đã thành lập Đảng Công nhân Truyền thống làm tổ chức đảng chính trị để chuẩn bị cho cuộc bầu cử năm 2016 và một nhóm nhỏ các ứng cử viên từ bên phải công bố kế hoạch chạy dưới cờ của họ. Đảng tuyên bố rằng đảng chống lại "khai thác kinh tế, chế độ độc tài liên bang, và sự thoái hóa đồi bại chống lại Thiên Chúa. Chiến lược khác của đảng với chiến dịch của Đảng Tự do Hoa Kỳ (AFP), một nhóm khác: trong khi AFP "có các ứng cử viên tổng thống dài hạn không có hy vọng thành công" để "khai thác chu kỳ bầu cử như một cách để gây quỹ và tạo ra công khai cho vị trí phân biệt chủng tộc của họ, Đảng Lao động truyền thống thực sự hy vọng giành chiến thắng bằng cách chạy cho các văn phòng địa phương trong các cộng đồng nhỏ.

### Mặt trận dân tộc
Vào ngày 22 tháng 4 năm 2016, Đảng Công nhân Truyền thống đã tham gia thành lập một liên minh gọi là Liên minh Quốc gia của Aryan với một số tổ chức đối tác. Liên minh Quốc gia của người Aryan sau đó đổi tên thành Mặt trận Dân tộc. 
Liên minh hiện nay bao gồm Đảng Công nhân lao động Truyền thống, Phong trào xã hội chủ nghĩa quốc gia, Liên đoàn miền Nam và các tổ chức khác có cùng mục tiêu.

## Độc rộng hơn
- Richard Fausset, "A Voice of Hate in America's Heartland," New York Times, Nov. 25, 2017.